# Caio Cássio Longino (cônsul em 124 a.C.)
Caio Cássio Longino (em latim: Caius Cassius Longinus) foi um político da gente Cássia da República Romana eleito cônsul em 124 a.C. com Caio Sêxtio Calvino. Era filho de Caio Cássio Longino, cônsul em 171 a.C.. Eutrópio relata que seu colega foi Cneu Domício Calvino e que os dois teriam levado adiante a guerra contra Bituito, líder dos arvernos, mas ambas as afirmações são errôneas.